# Roxbury (Vermont)
Roxbury város az Amerikai Egyesült Államok Vermont államában, Washington megyében. Lakosainak száma 678 fő (2020. április 1.).

## Népesség
A település népességének változása:

| 2010 | 691 |
| 2020 | 678 |